# Марковский, Иван Зиновьевич

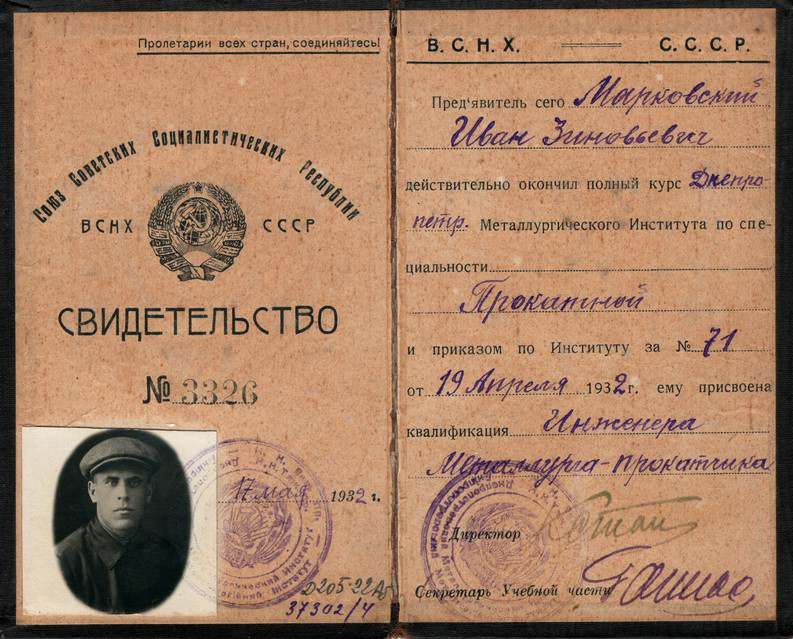
Свидетельство инженера-металлурга

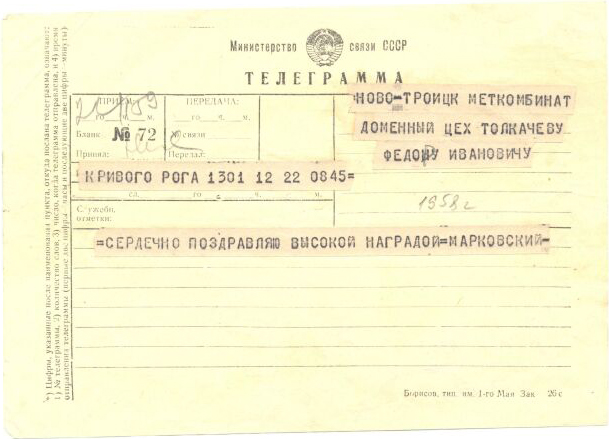
Поздравительная телеграмма Фёдору Толкачёву в связи с награждением его правительственной наградой. 1958 год.

Марковский Иван Зиновьевич (27 марта 1901, Гродненская губерния — 18 января 1978, Кривой Рог, Днепропетровская область) — советский металлург, Почётный гражданин Кривого Рога (1968).

## Биография
Родился 27 марта 1901 года в селе Волковичи Гродненской губернии Российской империи в семье крестьянина-бедняка.
В 1915—1917 годах батрачил, в 1917—1918 годах работал грузчиком на заводе Шодуар «C» в Екатеринославе.
Член РКП(б) с марта 1919 года.
В апреле 1920 года избран в состав Кодакского районного комитета партии в Екатеринославе. В 1921 году — секретарь Кодакского райкома комсомола. Участник Гражданской войны в составе 30-й Иркутской стрелковой дивизии, освобождал Харьков и Крым. До 1926 года служил военкомом отдельного кавалерийского эскадрона.
В 1926—1928 годах работает инструктором и заведующим отделом Кодакского райкома партии.
В 1928 году поступил и в 1932 году окончил Днепропетровский металлургический институт получив квалификацию инженера-металлурга прокатчика (свидетельство № 3326). По окончании института работал инженером треста «Криворожстрой». Участвовал в строительстве Криворожского металлургического завода.
В 1936 году переведён на Днепропетровский металлургический завод имени Петровского, работал старшим инженером, начальником смены, заместителем начальника доменного цеха. С 26 августа по 14 октября 1937 года — исполняющий обязанности 1-го секретаря Запорожского горкома ВКП(б)У. В 1937—1938 годах — директор Днепропетровского металлургического завода имени Петровского.
В 1939—1941 годах работает на Криворожском металлургическом заводе.
В 1941—1944 годах — начальник прокатного цеха Нижнетагильского металлургического комбината. После войны остаётся работать на Урале.
В 1956 году возвращается в Кривой Рог. В 1956—1966 годах работал на металлургическом заводе «Криворожсталь» имени В. И. Ленина — руководитель проектного отдела, начальник сортопрокатного цеха № 1, заместитель главного инженера. В ноябре 1959 года был избран председателем заводского комитета профсоюза.
Вышел на пенсию в 1966 году. Персональный пенсионер республиканского значения.
Умер 18 января 1978 года в Кривом Роге.

## Награды
- Орден Красного Знамени;
- Орден Трудового Красного Знамени;
- Медаль «За доблестный труд в Великой Отечественной войне 1941—1945 гг.»;
- Медаль «За трудовую доблесть»;
- Юбилейная медаль «Двадцать лет Победы в Великой Отечественной войне 1941—1945 гг.»;
- Почётный гражданин Кривого Рога (23 января 1968)[3];
- семь медалей.